# Asa (unidade militar)
| Hierarquia usada em alguns países da OTAN |             |               |
| Reino Unido e Marinha dos Estados Unidos  | USAF e USMC | Canadá        |
| Grupo                                     | Asa         | Divisão Aérea |
| Asa                                       | Grupo       | Asa           |
| Esquadrão                                 | Esquadrão   | Esquadrão     |

Na aviação militar, uma asa ou ala, conforme a nomenclatura da Força Aérea Brasileira, é uma unidade de comando. Na maior parte das forças aéreas, uma asa é uma grande formação de aeronaves.
Nos países da Commonwealth uma asa é composta por vários esquadrões, normalmente três (cada esquadrão contendo cerca de 20 aeronaves), e várias asas compõem um grupo.
Atualmente a Força Aérea Brasileira conta com 6 alas, com a organização de cada uma variando conforme o escopo operacional:
- ALA 1 - Brasília - DF
- ALA 3 - Canoas - RS
- ALA 5 - Campo Grande - MS
- ALA 7 - Boa Vista - RR
- ALA 9 - Belém - PA
- ALA 11 - Rio de Janeiro - RJ